# والونا
والونا (به لاتین: Valüna) یک منطقهٔ مسکونی در لیختن‌اشتاین است که در تریزن واقع شده‌است.